# Gino Maes
Gino Maes (Bruges, 7 febbraio 1957) è un ex calciatore belga, di ruolo difensore.

## Caratteristiche tecniche
Giocava nel ruolo di terzino sinistro.

## Palmarès

### Club

#### Competizioni nazionali
- Campionato belga: 3

Bruges: 1976-1977, 1977-1978, 1979-1980
- Coppa del Belgio: 2

Bruges: 1976-1977, 1985-1986
- Supercoppa del Belgio: 2

Bruges: 1980, 1986